# Corneliu
Corneliu ist ein rumänischer männlicher Vorname.

## Namensträger
- Corneliu Baba (1906–1997), rumänischer Maler
- Corneliu Zelea Codreanu (1899–1938), rumänischer Politiker
- Corneliu Coposu (1914–1995), rumänischer Politiker
- Corneliu Mănescu (1916–2000), rumänischer Politiker und Diplomat
- Corneliu Papură (* 1973), rumänischer Fußballspieler
- Corneliu Robe (1908–1969), rumänischer Fußballspieler
- Corneliu Stroe (1949–2017), rumänischer Jazz-Schlagzeuger und Perkussionist
- Corneliu Vadim Tudor (1949–2015), rumänischer Politiker